# Phrixgnathus powelli
Phrixgnathus powelli är en snäckart som först beskrevs av Frank Climo 1971.  Phrixgnathus powelli ingår i släktet Phrixgnathus och familjen punktsnäckor. Inga underarter finns listade i Catalogue of Life.